# Koziorożec alpejski
Koziorożec alpejski (Capra ibex) – ssak z rodziny wołowatych. Występuje w Alpach (Szwajcaria, Francja, Włochy, Austria, Niemcy, Słowenia).

## Budowa ciała
Samce koziorożca alpejskiego są wyraźnie większe od samic osiągając wysokość w kłębie 90–101 cm i długość ciała 149–171 cm, ważą 67-116 kg. Samice mają w kłębie 73–84 cm, długość ciała 121–141 cm i ważą 17-32 kg. Obie płcie mają długie, zakrzywione w kształcie szabli rogi z licznymi żebrami na całej długości. Rogi samców mają 69–98 cm długości. U samic są one znacznie krótsze — 18–35 cm.

## Wygląd
Tułów koziorożca pokryty jest brązową sierścią (u samic jaśniejsza), a brzuch i okolice odbytu przybierają barwę żółtawą. Kończyny tego zwierzęcia są krótkie i silne, zakończone racicami. Ogon płaski, pozbawiony sierści na spodniej stronie.
Głowa jest podłużna, czoło lekko cofnięte, dolna część żuchwy przyozdobiona charakterystyczną "bródką". Rogi są szablasto wygięte, skierowane ku tyłowi.

## Systematyka i filogeneza
Koziorożec alpejski został po raz pierwszy opisany przez Karola Linneusza w 1758 roku. Jest jednym z kilku opisywanych jako koziorożce gatunków rodzaju Capra (po łacińsku koza). Dawniej łączono niekiedy na podstawie podobieństwa cech zewnętrznych koziorożca alpejskiego z koziorożcem syberyjskim (C. sibirica) i koziorożcem nubiskim (C. nubiana) w jeden gatunek. Badania genetyczne nie potwierdziły jednak bliskiego pokrewieństwa tych gatunków a podobieństwo okazało się jedynie plezjomorfią. Genetycznie (a także geograficznie) najbliższym krewnym koziorożca alpejskiego jest różniący się od niego zewnętrznie koziorożec pirenejski. Oba gatunki prawdopodobnie wyewoluowały w plejstocenie od wspólnego przodka Capra camburgensis.

### Kopalne ślady występowania gatunku
Ze względu na to, że koziorożce alpejskie żyły w środowisku górskim zachowało się niewiele kopalnych szczątków tych zwierząt. Więcej śladów można prześledzić od początku ostatniego zlodowacenia Würm. Koziorożce alpejskie zamieszkiwały wtedy strome, skaliste siedliska na wybrzeżach Morza Śródziemnego we Francji i północnych Włoszech oraz Alpy do wysokości 1500 m n.p.m. Skamieniałości wskazują, że w epoce Würm koziorożce alpejskie miały większe rozmiary niż ich potomkowie z cieplejszych okresów. Samice były wielkości dzisiejszych samców. Samce żyjące w okresie zlodowacenia były jeszcze większe.

## Ekologia

### Pokarm
Koziorożec alpejski jest roślinożercą. 82-94% jego diety stanowią rośliny zielne. Wiechlinowate mają udział do 60%, rośliny dwuliścienne 38%, a gatunki drzewiaste 2%. Ulubione rodzaje traw to mietlica, owies, trzcinnik, kostrzewa, tymotka, wiechlina, sesleria i konietlica. Poza tym koziorożec karmi się roślinami z rodzin ciborowatych (turzyca, marzyca, kobresia), bobowatych (koniczyna, przelot, komonica, traganek i ostrołódka), jaskrowatych (sasanka alpejska, rutewka thalictrum foetidum i jaskier lodnikowy), selerowatych i astrowatych (krwawnik, aster, przymiotno, wrotycz, oset, dziewięćsił i ostrożeń). Zimą i na wiosnę koziorożce zjadają także gałązki i liście takich krzewów jak olsza zielona, leszczyna pospolita, jałowiec pospolity, różanecznik alpejski i wierzba zielna; mchy i porosty oraz igły i korę młodych drzew (jodły pospolitej, modrzewia europejskiego, świerku pospolitego, kosodrzewiny i limby).

### Siedlisko
Koziorożec alpejski jest doskonałym wspinaczem. Preferuje skaliste obszary pomiędzy granicami drzew a wiecznego śniegu. Zamieszkuje strome zbocza do wysokości 3300 m n.p.m.. Koziorożce zwykle unikają lasów ale gdy nie ma śniegu dorosłe samce na gęsto zasiedlonych obszarach mogą przebywać w modrzewiowych i modrzewiowo-świerkowych zadrzewieniach. W Hochlantsch samce spędzają całą zimę w lesie iglastym. Przez większą część roku samce i samice przebywają w różnych siedliskach. Samice bardziej niż samce polegają na stromych zboczach. Na wiosnę, gdy stopnieją śniegi i pojawia się zielona trawa, samce schodzą na niżej położone łąki. Latem wspinają się one znowu na hale. Gdy nadchodzi zima osobniki obu płci przenoszą się na skaliste, strome zbocza, na których nie utrzymuje się dużo śniegu. Preferują zbocza o nachyleniu 30-45°, używając niewielkich grot i nawisów skalnych jako schronienia. Areał osobniczy jest bardzo zmienny. Zależy od dostępności zasobów i zmienia się w ciągu roku. Odnotowano obszary od 180 do 2800 hektarów. Areały osobnicze zwykle są największe w lecie i na jesieni, najmniejsze zimą a pośrednie wiosną. Areały osobnicze samic są zwykle mniejsze niż samców. Zwierzęta te nie podlegają dużej presji ze strony drapieżników. Przyczyną śmierci koziorożców alpejskich jest zwykle podeszły wiek, zagłodzenie, choroba lub lawina.

## Tryb życia
Koziorożec alpejski jest zwierzęciem stadnym. Niemniej jednak w zależności od pory roku płcie mogą żyć oddzielnie. Istnieją cztery typy grup. Grupy dorosłych samców, grupy samic z młodymi, grupy młodych 2-3-letnich osobników i grupy mieszane. Grupy młodzieżowe są szczególnie liczne na początku lata, gdy pod koniec ciąży matki odpędzają starsze potomstwo. Grupy samic z młodymi można spotkać przez cały rok, lecz są częstsze latem. Grupy złożone z dorosłych przedstawicieli obu płci pojawiają się w porze godów trwających od grudnia do stycznia. W kwietniu i maju obie płcie rozdzielają się całkowicie. W czerwcu i w lipcu formują się największe grupy złożone oddzielnie z samców i z samic. W październiku i listopadzie grupy samców zaczynają się zmniejszać i zanikają od grudnia do marca. Wiosną samce porzucają swe zimowe terytoria i ponownie łączą się w stada.

### Rozmnażanie

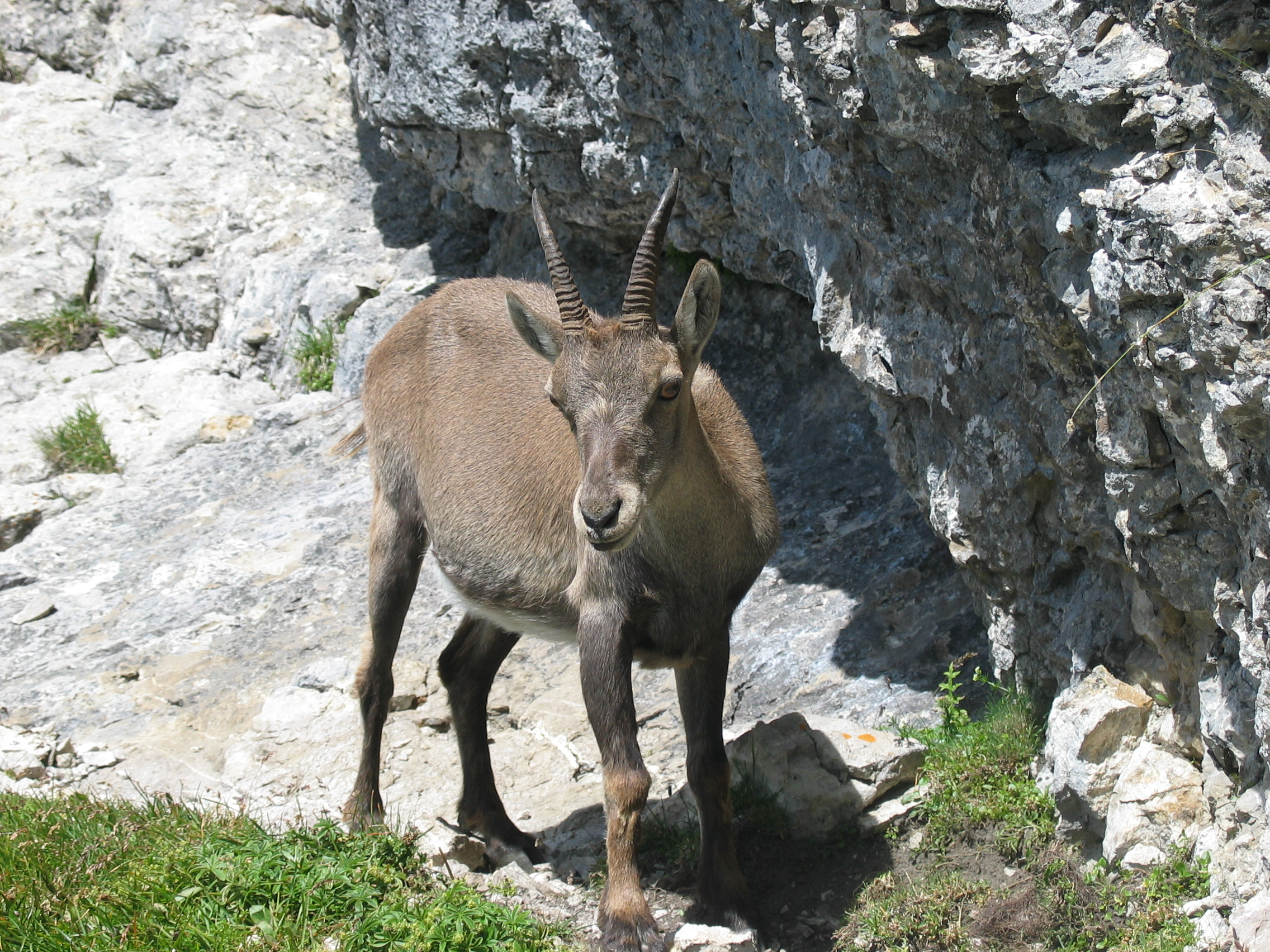

Sezon rozrodczy rozpoczyna się w grudniu i zwykle trwa około sześciu tygodni. W tym czasie stada samców rozpadają się na małe, poszukujące samic grupki. Gody mają dwie fazy. W pierwszej grupy samców wchodzą w kontakt ze znajdującymi się w rui samicami. Im wyższy jest ranking samca, tym bardziej może się zbliżyć do samic. Samce okazują swe zainteresowanie samicom. W drugiej fazie najwyższy rangą samiec oddziela się od swojej grupy i zbliża do wybranej samicy. Zaleca się do niej i chroni przed innymi samcami. Przed kopulacją samica porusza swym ogonem i zaloty stają się intensywniejsze. Po kopulacji on wraca do swojej grupy i ponownie następuje pierwsza faza. Ciąża trwa około 167 dni. Kończy się urodzeniem jednego lub dwóch koźląt, przy czym bliźnięta rodzą się w około 20% przypadków. Tuż po urodzeniu koźlę waży około 3 kg. Gdy młode będzie w stanie poruszać się sprawnie po skalistych zboczach samica wraca z nim do swojej grupy. Mlekiem matki żywi się do 1. roku życia (w tym czasie zaczyna już zjadać rośliny). Po osiągnięciu dojrzałości płciowej samce opuszczają stado i dołączają do grupy młodzików. W wieku sześciu lat, gdy ich rogi są już dostatecznie duże, stają do walk o samice.

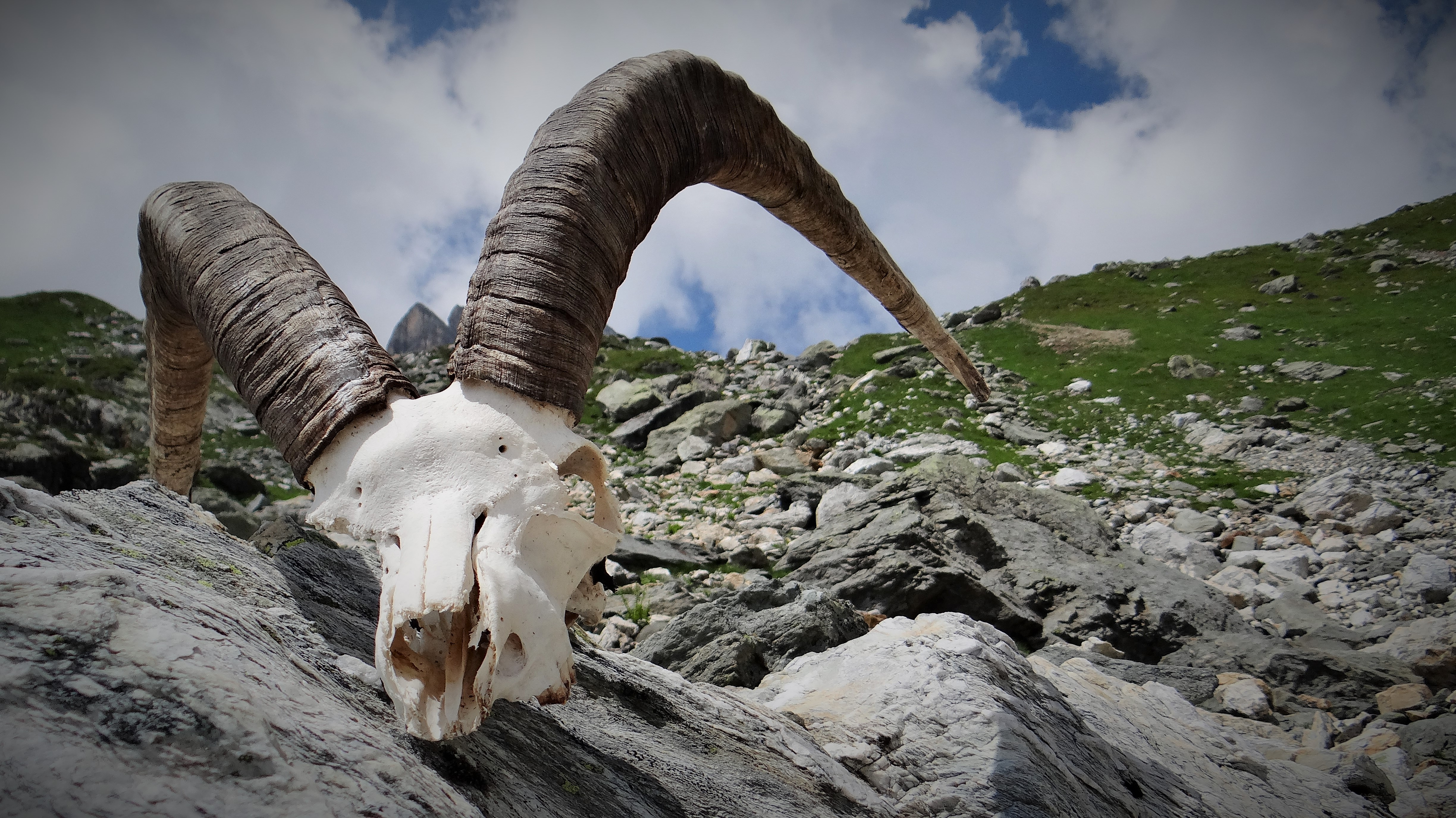
Czaszka koziorożca we francuskim parku narodowym

## Zagrożenia i ochrona
Koziorożce alpejskie historycznie występowały w całych Alpach. Nadmierne łowiectwo i kłusownictwo skutkowało od początku XVI wieku zmniejszaniem się populacji. W XVIII wieku koziorożce wymarły w Szwajcarii i Niemczech a w XIX wieku także w północno-wschodnich Włoszech i Austrii. Przetrwała jedynie pewna liczba zwierząt (prawdopodobnie mniej niż 100) w okolicach masywów Gran Paradiso i Vanoise na pograniczu francusko-włoskim. W 1854 roku król Wiktor Emanuel II ustanowił w rejonie Gran Paradiso królewski rezerwat łowiecki. Dzięki ochronie przed kłusownictwem liczba koziorożców osiągnęła 3020 sztuk w 1914 roku. W 1922 roku powstał Park Narodowy Gran Paradiso, który przyczynił się do dalszej ochrony gatunku. Włoskie koziorożce zostały reintrodukowane w innych rejonach Włoch oraz w innych krajach alpejskich, zaczynając od Szwajcarii, także w Austrii, Bawarii, Francji, Liechtensteinie, Słowenii. Introdukowano je także w Bułgarii. W latach 90. liczba koziorożców alpejskich przekroczyła 30 tysięcy. Są uważane przez IUCN za gatunek najmniejszej troski. Zagrożeniem dla nich pozostaje niska różnorodność genetyczna i rozproszenie populacji.

## Inne
- już od czasów starożytnego Rzymu pewnym częściom ciała koziorożca alpejskiego przypisywano uzdrawiającą moc. Przyczyniło się to do niemal całkowitego wytępienia zwierzęcia.

## Galeria

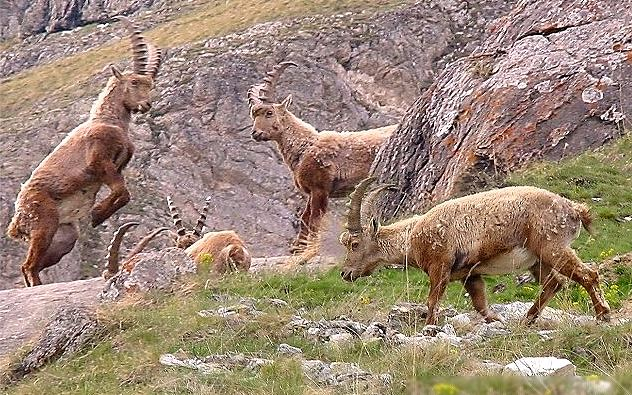
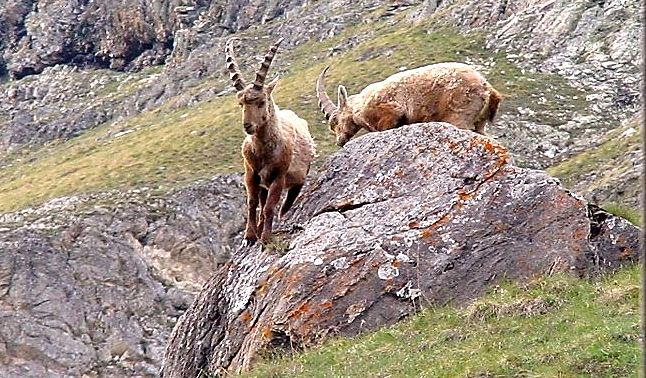
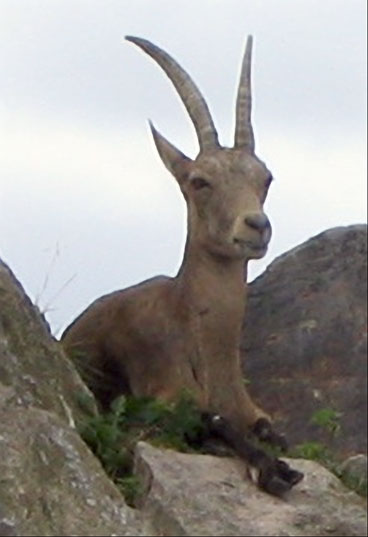
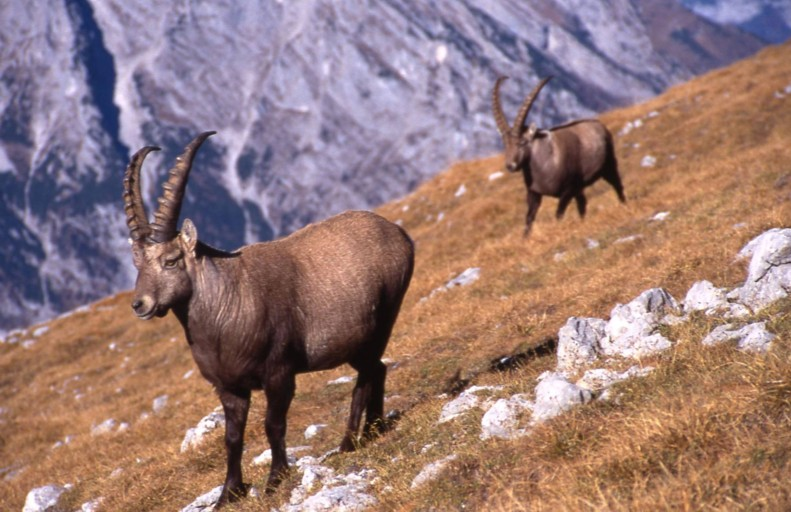
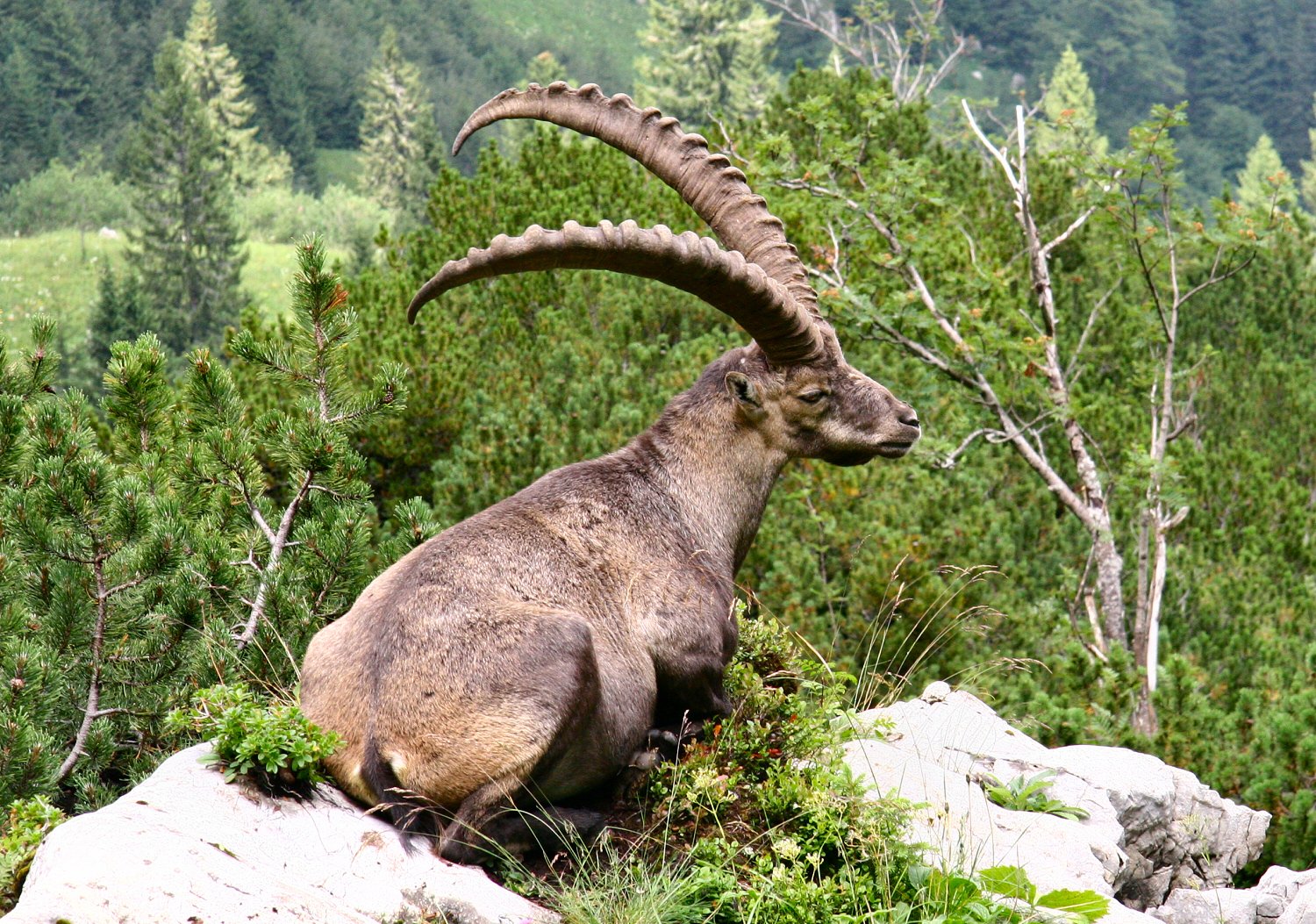
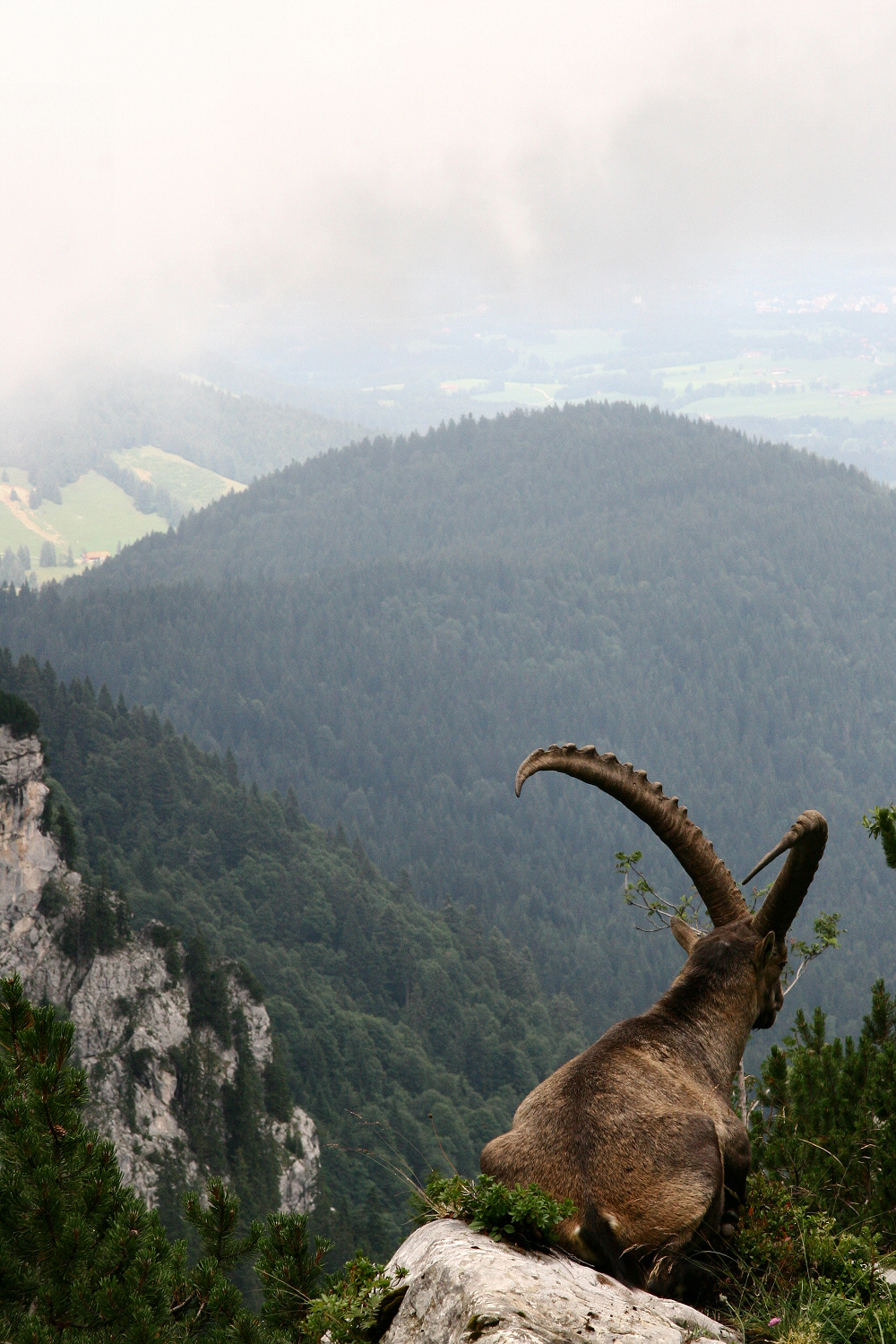
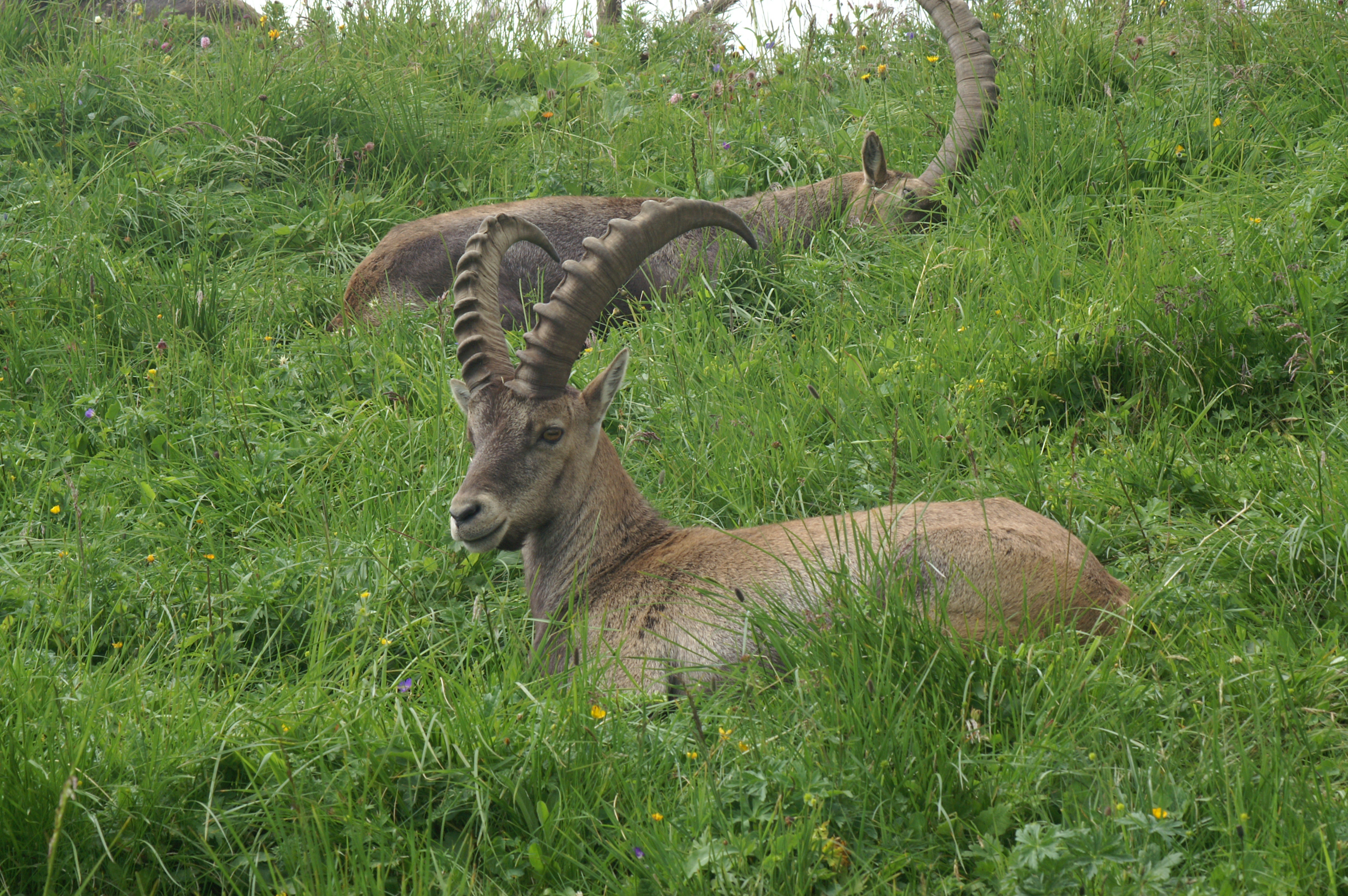
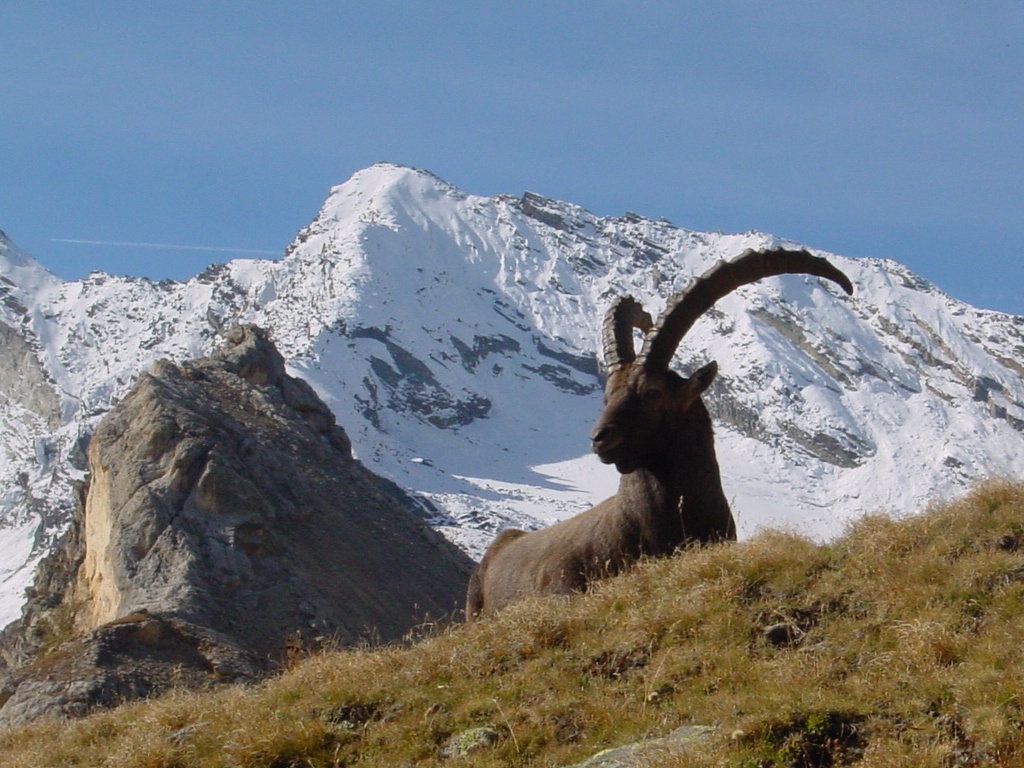
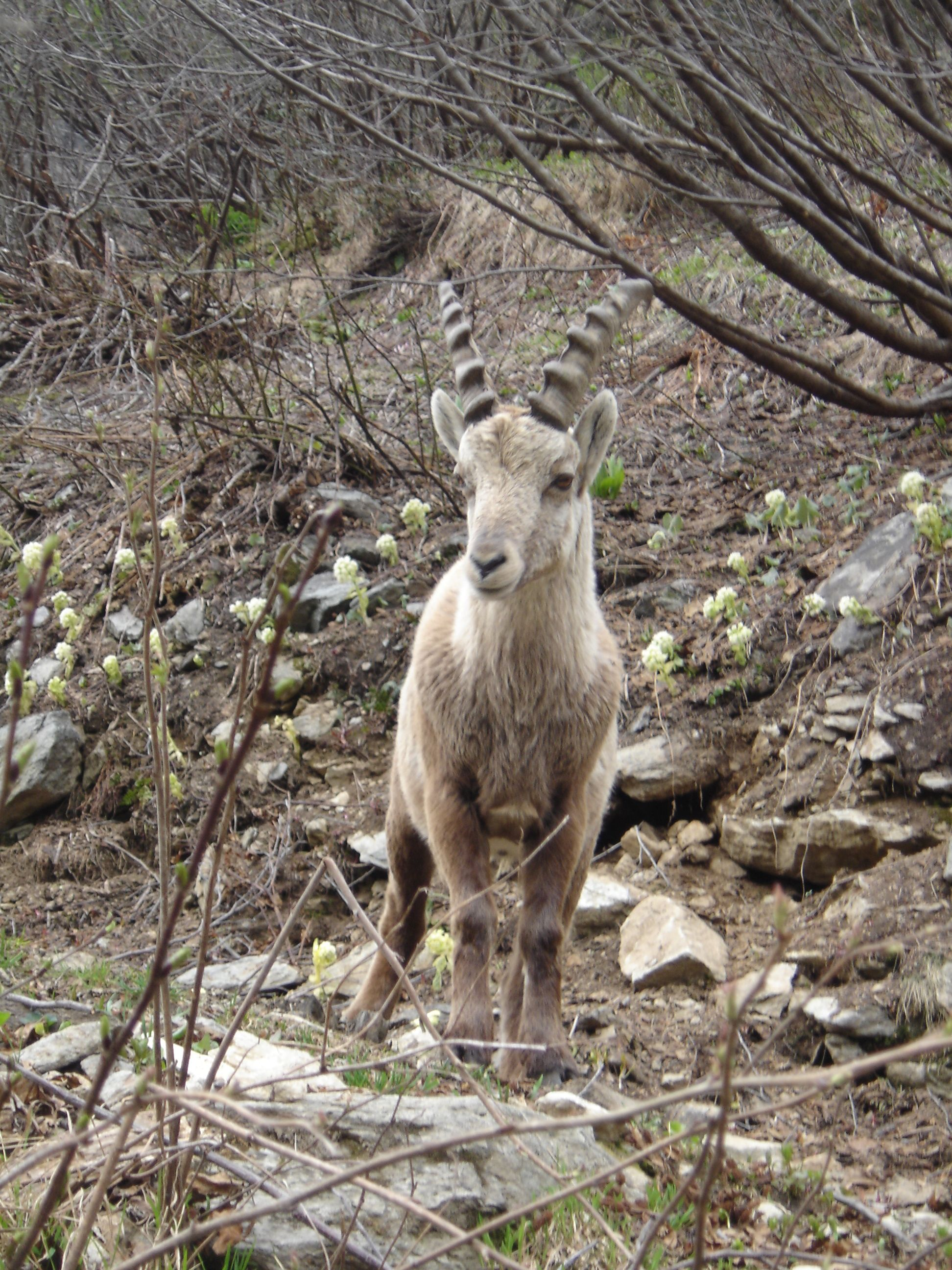
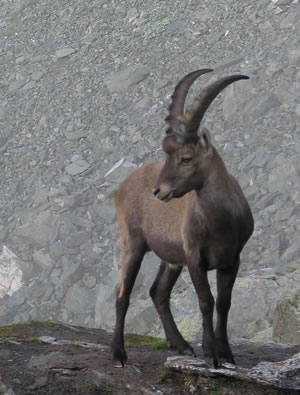
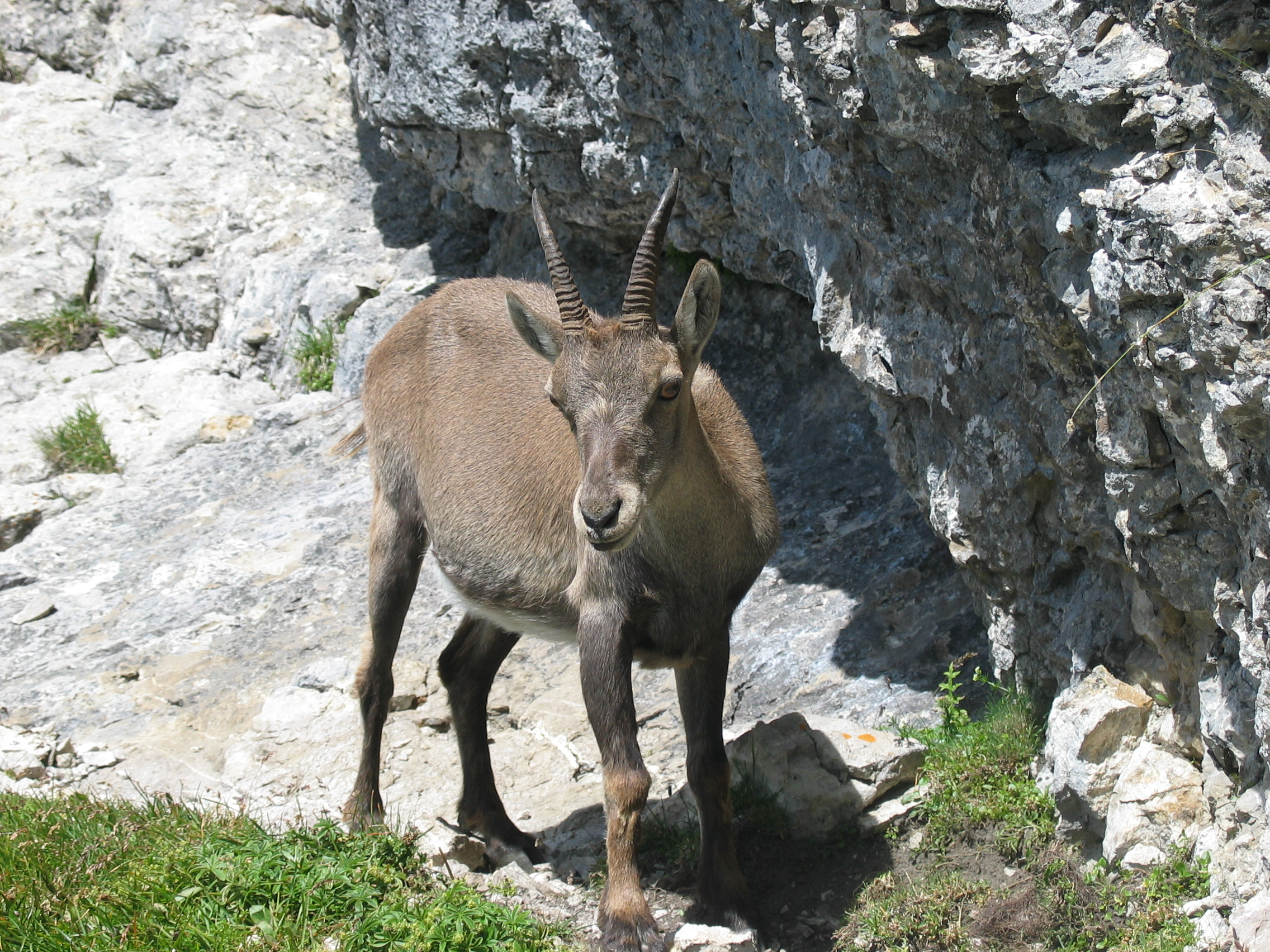
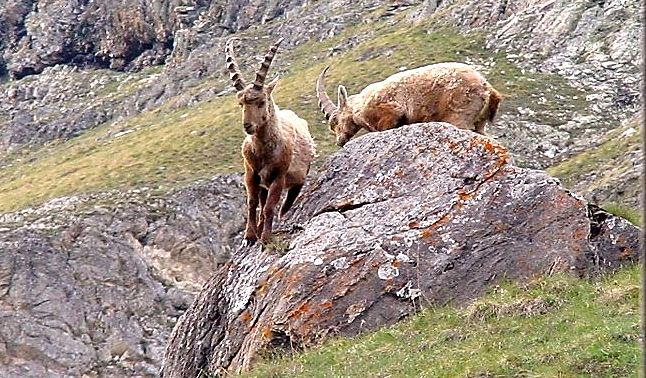
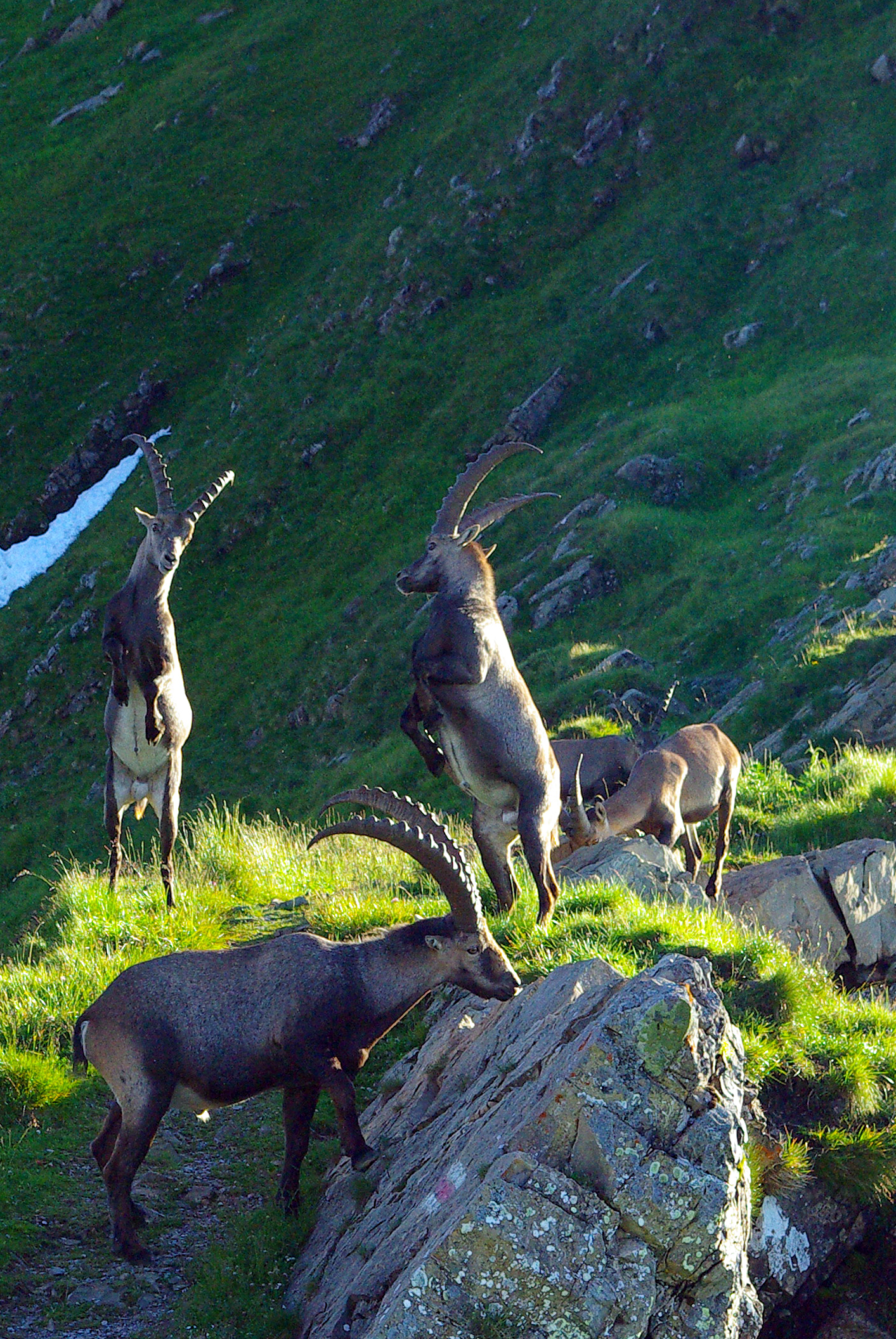
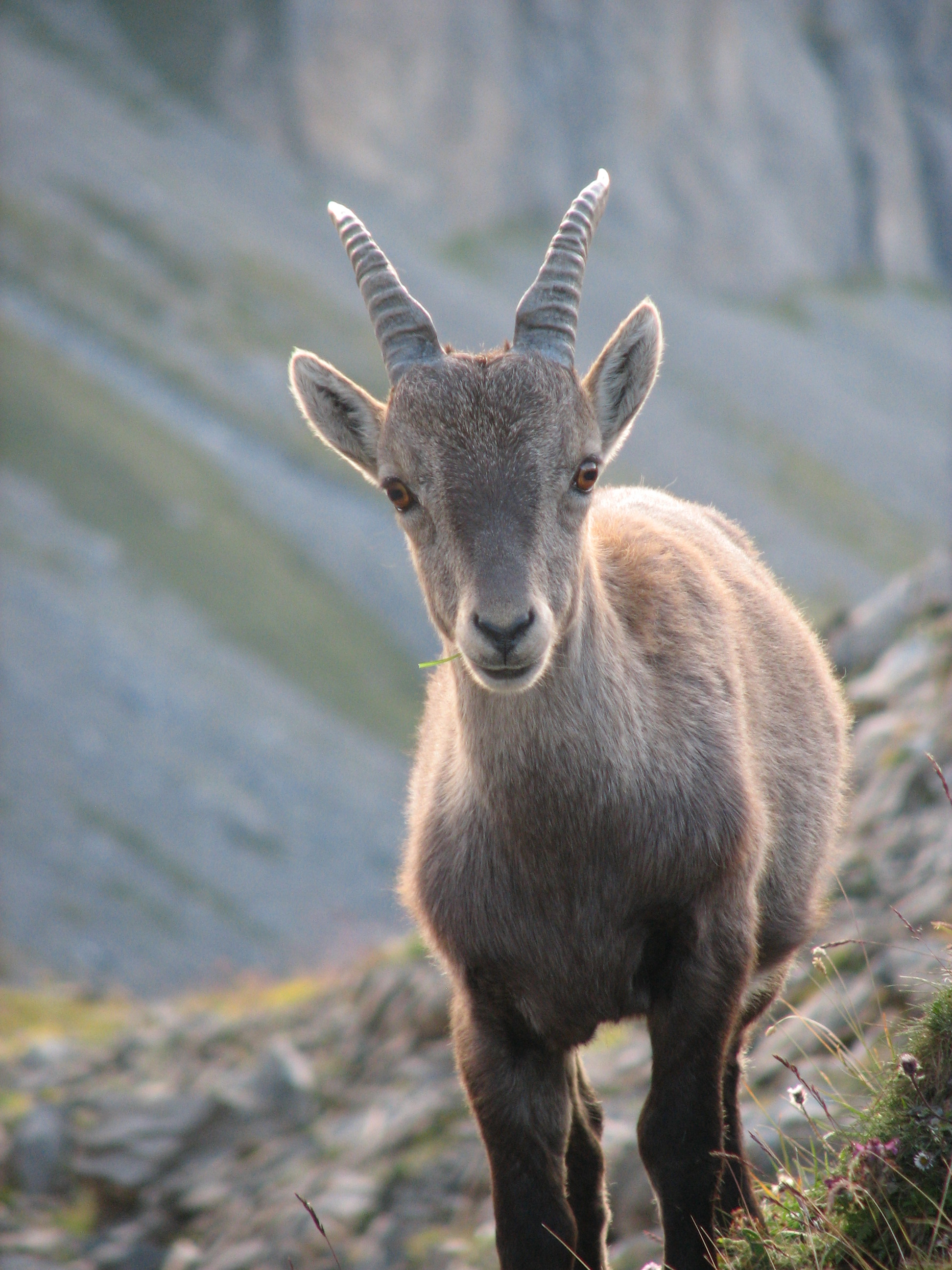
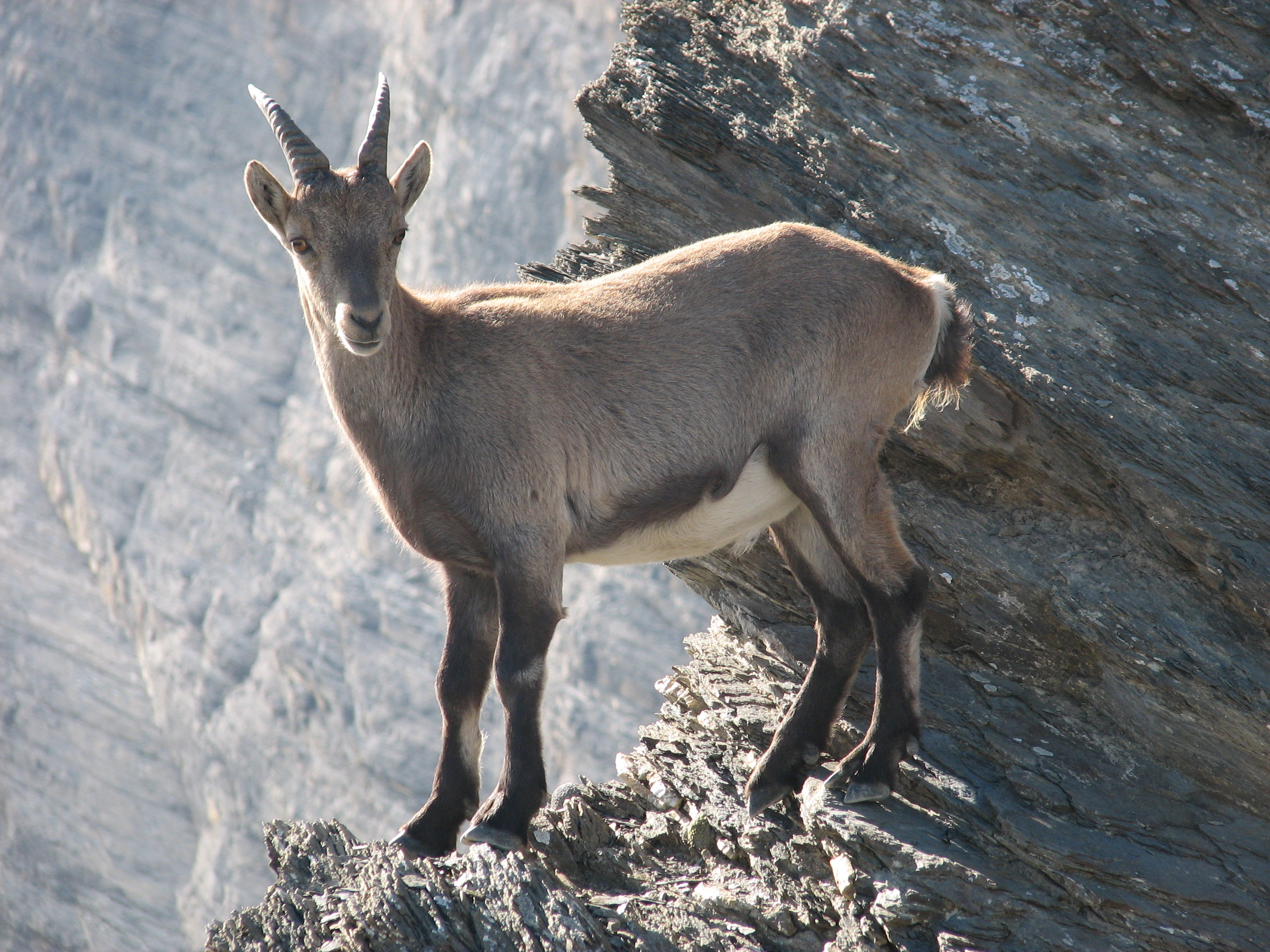
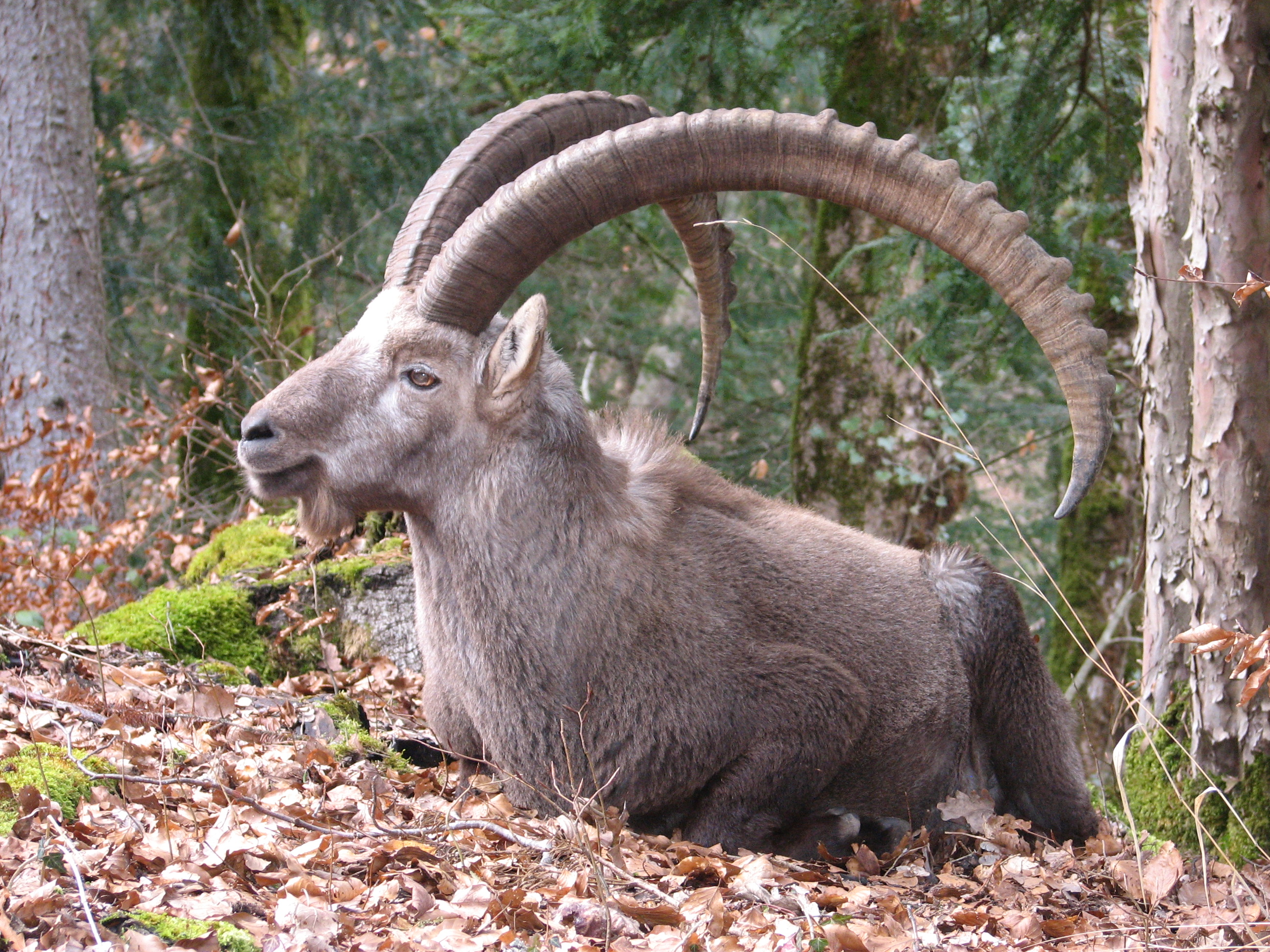
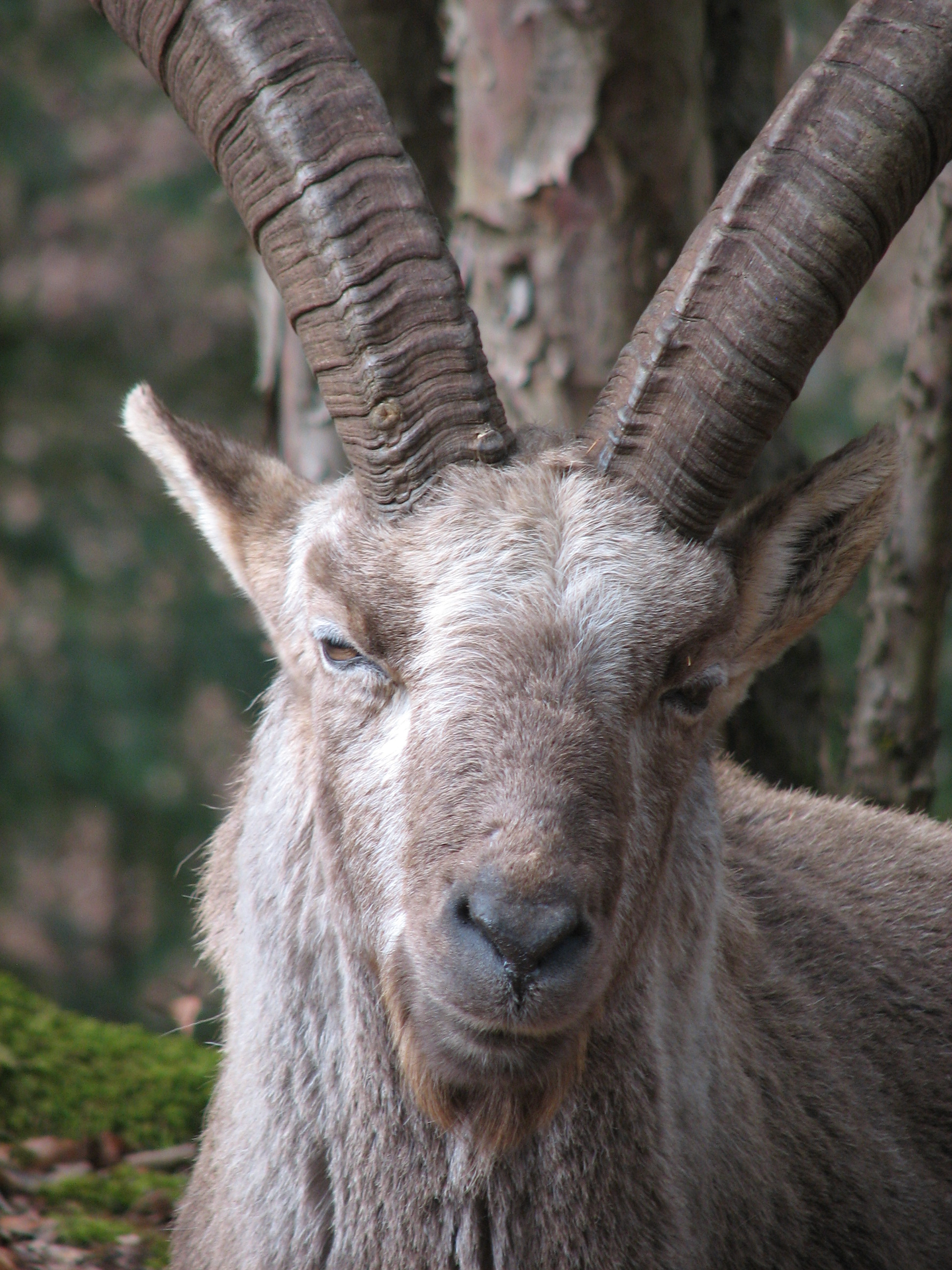
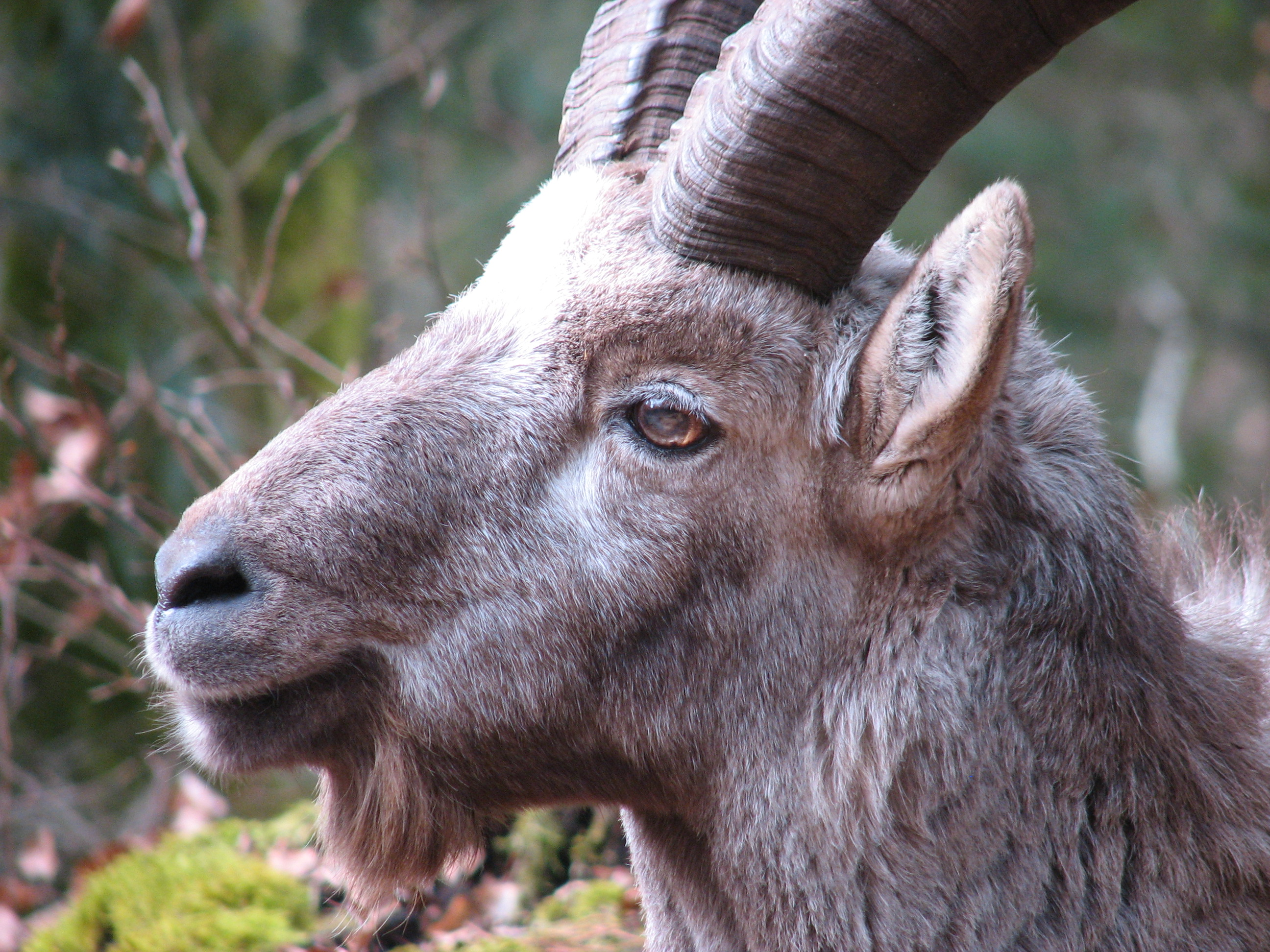